# دول الفواصل الإيرانية
دول الفواصل الإيرانية والتي تسمى أيضًا في المصادر الغربية بعصر النهضة الفارسية فترة في التاريخ الإيراني تميزت بصعود أول سلالات إيرانية مسلمة إلى السلطة. بدأت هذه الثورة بعد ما يقرب من 200 عام من حكم العرب لإيران واستمرت حتى القرن الحادي عشر، وهي جديرة بالملاحظة لأنها كانت فترة فاصلة بين اضمحلال القوة العربية في ظل الخلافة العباسية وانتشار القوة التركية في ظل الإمبراطورية السلجوقية، مما أثار إحياء السنة. لقد جلبت الفترة الانتقالية الإيرانية نهاية للهيمنة العربية على الأراضي الإيرانية وأحيت حسًّا انعزاليًّا سيطر عليه الأتراك، وإن كان ذلك متوافقاً مع الإسلام، على الرغم من وجود بعض الحركات غير الإسلامية (على سبيل المثال، مردفيج) التي رفضتأسلمة إيران، إلا أن أغلب الإيرانيين دفعوا بقوة لينضموا للدول الإسلامية النامية وقتئذٍ. على الرغم من استمرار تراجع الزرادشتية، إلا أن الحركة نجحت في إحياء اللغة الفارسية ، حيث كان أهم الأدب الفارسي من هذه الفترة هو الشاهنامة للفردوسي. وكانت السلالات الإيرانية التي شاركت في هذا الجهد هي الطاهريون، والصفاريون، وبنو إلياس، والغزنويون، والساجيون، والسامانيون، والزياريون، والبويهيون، والسلاريون، والرواديون، والمروانيون، والشداديون، والكاكوييون، والعنازيون، والحسنويون.
وفقًا للمؤرخة الأمريكية أليسون فاكا، فإن الفترة الفاصلة الإيرانية تشمل في الواقع عددًا من السلالات الإيرانية غير الفارسية ومعظمها كردية، والسلالات الثانوية في المقاطعات الخلافية السابقة في أرمينيا وألبانيا القوقازية وأذربيجان. وبالمثل، في الطبعة الثانية من موسوعة الإسلام، يذكر المؤرخ البريطاني كليفورد إدموند بوسورث أن المؤرخ الروسي فلاديمير مينورسكي يعتبر أن الرواديين كانوا مزدهرين خلال هذه الفترة.

## قائمة سلالات الفترة الفاصلة

### الطاهريون (821-873)

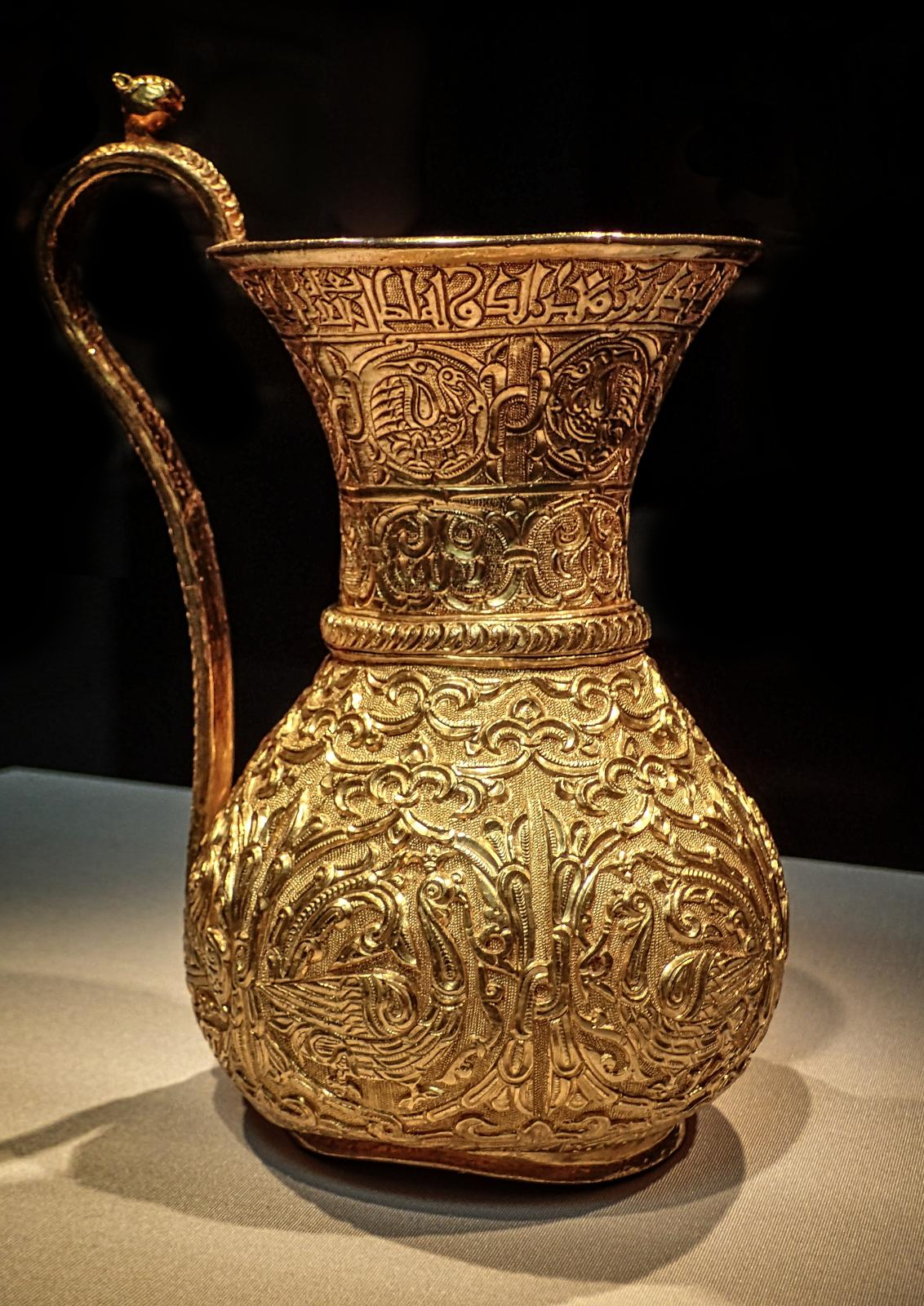
إبريق ذهبي من العصر البويهي، يذكر اسم الحاكم البويهي عز الدولة بختيار بن معز الدولة ، 966-977 م، إيران.

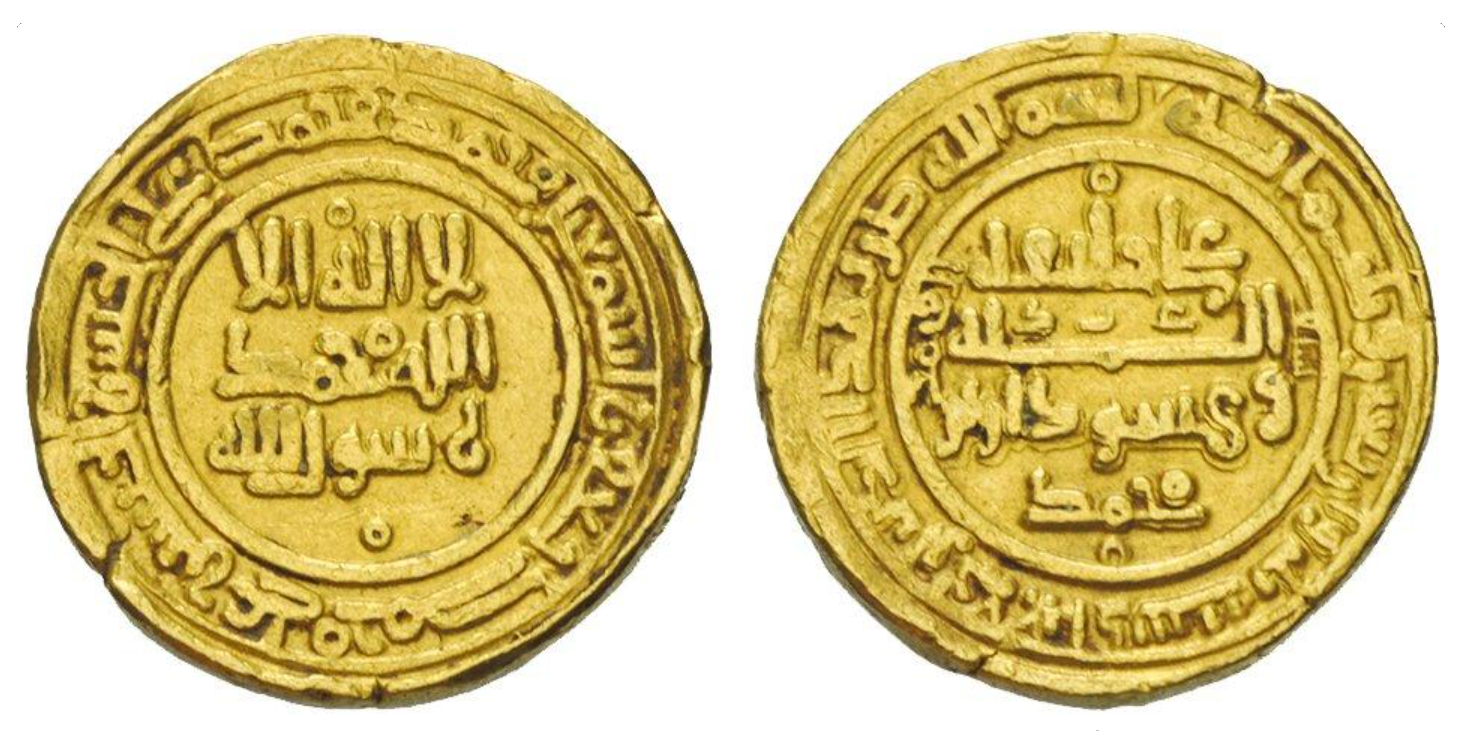
عملة حاكم السلاريين وحسدون بن محمد، يعود تاريخها إلى عام 954-955 م

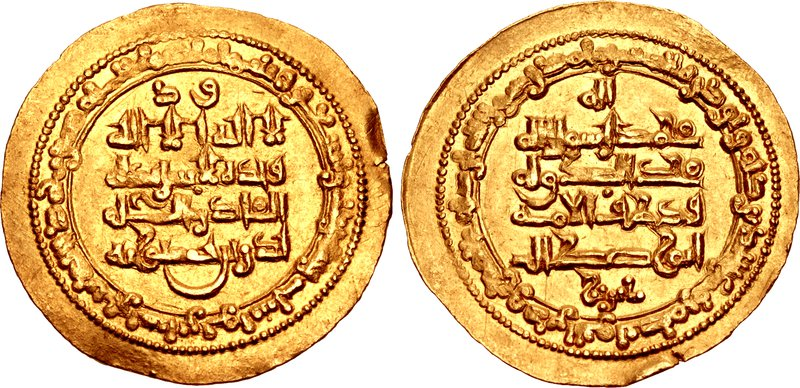
العملات النقدية الصادرة في عهد الدولة الحسنوية.

السلالة الطاهرية كانت سلالة إيرانية حكمت الجزء الشمالي الشرقي من إيران الكبرى، في منطقة خراسان (تتكون من أجزاء من إيران وأفغانستان وطاجيكستان وتركمانستان وأوزبكستان الحالية). وكانت عاصمة الطاهريين في نيسابور.

### الصفاريون (861-1003)
الدولة الصفارية كانت إمبراطورية إيرانية حكمت سيستان (861-1003)، وهي منطقة تاريخية في جنوب شرق إيران وجنوب غرب أفغانستان. وكانت عاصمتهم زرنج.

### الساجيون (889-929)
سلالة الساجيين كانت سلالة إسلامية حكمت من 889 إلى 890 حتى 929. حكم الساجيون أذربيجان وأجزاء من أرمينيا أولًا من مراغة وبردعة ثم من أردبيل. يعود أصل الساجيين إلى مقاطعة أشروسنة في آسيا الوسطى وكانوا من أصل إيراني، وتحديدًا صغدي.

### السامانيون (875/819–999)
السلالة السامانية (819-999)، كانت إمبراطورية إيرانية  في آسيا الوسطى وخراسان الكبرى، سميت على اسم مؤسسها سامان بن خدات الذي اعتنق الإسلام السني على الرغم من كونه من طبقة النبلاء الثيوقراطيين الزرادشتيين سابقًا.
بفضل جذورهم التي تنحدر من مدينة بلخ (في أفغانستان الحالية)، عمل السامانيون على تعزيز الفنون، مما أدى إلى تقدم العلوم والأدب، وبالتالي جذبوا علماء مثل رودكي وابن سينا. كانت بخارى المنافسة الوحيدة لبغداد في مجدها تحت سيطرة السامانيين. ويشير العلماء إلى أن السامانيين أحيوا اللغة الفارسية أكثر من البويهيين والصفاريين، مع استمرارهم في رعاية اللغة العربية إلى حد كبير، واهتمامهم الشديد بها. ومع ذلك، فقد أعلنت السلطات السامانية في مرسوم شهير أن «هنا، في هذه المنطقة، لغة العلم والسياسة هي الفارسية».

### الزياريون (930-1090)
السلالة الزيارية كانت سلالة إيرانية من أصل جيلكي حكمت طبرستان من عام 930 إلى عام 1090. في أقصى اتساعها، حكمت جزءًا كبيرًا من غرب وشمال إيران.

### الإلياسيون (932-968)
السلالة الإلياسية كانت سلالة إيرانية من أصل صغدي حكمت كرمان من عام 932 حتى عام 968. وكانت عاصمتهم بردسير.

### الغزنويون (977–1186)
الغزنويون كانوا سلالة تركية مسلمة وإمبراطورية من أصل مملوكي تركي، حكموا في أقصى اتساعهم أجزاء كبيرة من إيران وخراسان وشبه القارة الهندية الشمالية الغربية من عام 977 إلى عام 1186.

### البويهيون (934–1062)
السلالة البويهية كانوا سلالة تركية من قبيلة بوه التركية والتي استوطنت الديلم تركية عباسية شيعية نشأت في الديلمان، وحكموا باسم الخلافة العباسية السنية، حتى سقوطهم. أسسوا اتحادًا سيطر على معظم أراضي إيران والعراق في القرنين العاشر والحادي عشر. بدءًا من عضد الدولة، استخدم البويهيون اللقب القديم شاهنشاه (بالفارسية: شاهنشاه)، والذي يعني حرفيًا ملك الملوك. وهم ليسوا فرسا!

### السلاريون (942-979)
كانت السلالة السلارية سلالة عربية من قبيلة الغامدي الذي خرج جدهم علي الدولة العباسية وليسوا فرس عرقيا اشتهرت بشكل أساسي بحكمها لأذربيجان الإيرانية وشيروان وجزء من أرمينيا من عام 942 حتى عام 979.

### الرواديون (955–1070/1116)
كانت السلالة الروادية سلالة كردية مسلمة سنية ، تركزت في المنطقة الشمالية الغربية من أذربيجان بين أواخر القرن الثامن وأوائل القرن الثالث عشر.

### المروانيون (983/990–1084)
كان المروانيون سلالة كردية مسلمة سُنية في منطقة ديار بكر في بلاد ما بين النهرين العليا (شمال العراق حاليًا / جنوب شرق تركيا) وأرمينيا، وكان مركزها مدينة آمد (ديار بكر).

### الشداديون (951–1199)
الشداديون هم سلالة كردية مسلمة سُنّية حكموا أجزاء مختلفة من أرمينيا وآران من عام 951 إلى عام 1199 م. عاصمتهم دفين. خلال فترة وجودهم الطويلة في أرمينيا، تزوجوا في كثير من الأحيان من العائلة المالكة الباجراتونية في أرمينيا.واغلب الاسر الحاكمة في ارمينيا كانت من اصل فارسي 

### الكاكويون (1008-1141)
الكاكويون كانت سلالة شيعية مسلمة من أصل ديلمي سيطرت على السلطة في غرب إيران وجبال وكردستان (حوالي 1008-حوالي 1051). وأصبحوا فيما بعد أتابكة (حكام) ليزد وأصفهان وأبركوه من حوالي 1051 إلى 1141. كما قد كانوا كانوا مرتبطين بالبويهيين.

### العنازيون (990/991–1117)
كان العنازيون سلالة كردية مسلمة سُنية حكمت منطقة متذبذبة على الحدود بين إيران والعراق الحالي لمدة 130 عامًا تقريبًا. ارتبط العنازيون بالزواج من الحسنويين، وكانوا في منافسة شرسة معهم. كانت شرعية الحكام العنازيين تنبع من الأمير البويهي بهاء الدولة، وكانت الأسرة تعتمد على الأكراد الشاذنجان.

### الحسنويون (959-1015)
كان الحسنويون سلالة شيعية كردية قوية حكمت الأجزاء الغربية من إيران مثل أذربيجان الإيرانية وجبال زاغروس بين شهرزور وخوزستان من حوالي عام 959 إلى عام 1015. توفي آخر الحكام الحسنويين في عام 1015 في سرمدج، بجنوب بيستون، عندما بدأ السلاجقة في دخول المنطقة.

## طالع أيضًا
- القرن الشيعي
- الدولة الإسماعيلية النزارية
  - الصراعات النزارية السلجوقية

## ملحوظات
1. ↑  يزعم قطران أن الشداديين كانوا من أصل ساساني، ولكن لا يوجد دليل يثبت هذا.[14]
2. ↑  "ولكن إلى جانب التقاليد الإيرانية، كان تأثير جيران الشداديين وأقاربهم الأرمن قويًّا، ومن هنا ظهرت أسماء أرمنية نموذجية مثل أشوت بين أفراد الأسرة الحاكمة. والواقع أن قطران يؤكد حتى على الأصول الأرمنية للأسرة الحاكمة، فيطلق على فضلون "مجد الأسرة البجراتية" (كسراوي، ص 261)."[14]
3. ↑  "وبعد الاستيلاء على آني في العام التالي، حكمت هذه العاصمة القديمة لبغراد سلالة مسلمة، هي سلالة الشداديين. ورغم أنهم من أصل كردي، فقد تزوجوا من الأرمن. على سبيل المثال، كان أول أمير لآني، منجهر، ابنًا لأميرة أرمينية، وتزوج هو نفسه من أرمينية."[16]